# ハムドゥッラー・ムスタウフィー・カズヴィーニー

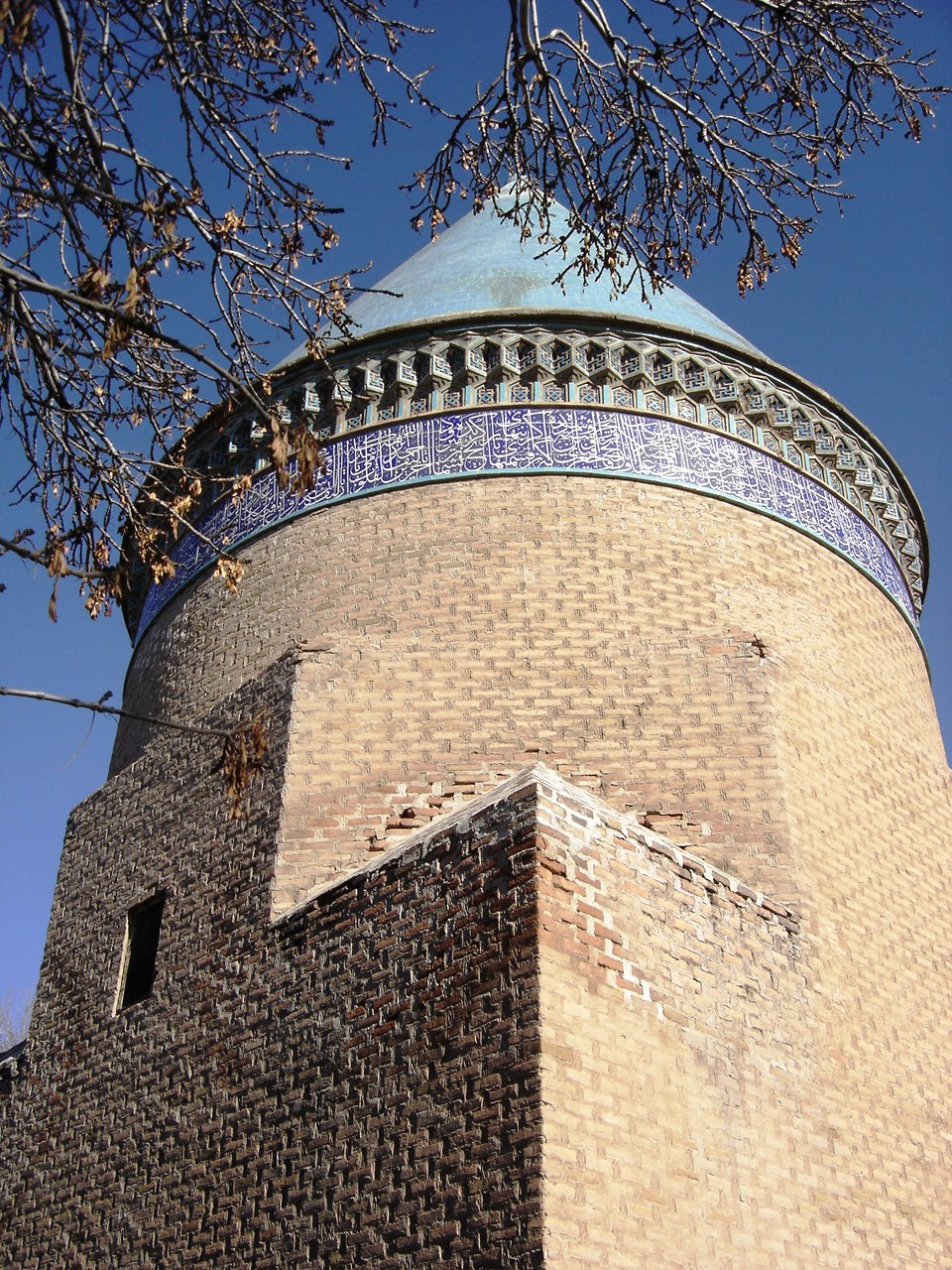
ハムドゥッラー・ムスタウフィー廟、ガズヴィーン、イラン

ハムドゥッラー・ムスタウフィー・カズヴィーニー (1281–1349; ペルシア語:  حمدالله مستوفى قزوینی Ḥamd Allāh Mustawfī Qazvīnī ) は、イルハン朝時代のペルシア人の歴史家、地理学者、叙事詩人。代表作としては、散文の世界史『選史』Tārīkh-i Guzīda(تاريخ گزيده）、フェルドウスィーの『シャー・ナーメ』に倣った大部の韻文による世界史『勝利の書』Ẓafar-Nāmah(ظفرنامه)、および世界誌『心魂の歓喜』 Nuzhat al-Qulūb (نزهه القلوب)、の三作品が著名である。また、故地のカズヴィーン（近代ペルシャ語読みでガズヴィーン）にはムスタウフィーの霊廟が残るが、青いトルコ石に似た淡い青色釉薬タイルで装飾された円錐形ドーム屋根が特徴的である。なお、名前はハムドゥッラー（حمدالله Ḥamd Allāh）ではなくハムド（حمد Ḥamd）であった可能性もある。
ペルシャ人については預言者ムハンマドの発言とされる伝承を引いて以下のようなことを述べている。

## 生涯
ムスタウフィー・カズヴィーニーは、9～10世紀にはカズヴィーンの代官や、ガズナ朝時代には財務大臣（ムスタウフィー）を輩出したアラブ系の家系の出自である。ニスバのムスタウフィーは、西暦1220年のカズヴィーン包囲でモンゴル軍に殺された彼の曾祖父でイラクの財務大臣、アミーヌッディーン・ナスル（Amīn al-Dīn Naṣr）にちなむ。なお、カズヴィーン包囲戦は『勝利の書』でよく引き合いに出される。主著の一つ『選史』は全6部からなる天地創造からイルハン朝のアブー・サイードまでを扱った世界史、特にイスラーム史およびイラン史であるが、最後の第6部はまるまる全てがムスタウフィーの故地カズヴィーンの地誌になっており、カズヴィーンの歴史及びカズヴィーン出身者達の名士録となっている。同書はムスタウフィーの一族を始めとしてモンゴル時代前後に活躍したカズヴィーンの名家についても立項されているが、都市カズヴィーンの記録としてだけでなく、モンゴル帝国草創期からのモンゴル宮廷に活躍したイラン系ムスリム官僚たちやその一族の記録としても貴重である。
しかしながら、曾祖父アミーヌッディーン・ナスルの子孫は、ムスタウフィーのいとこや兄、そして、ムスタウフィーその人など、モンゴルに仕えた人物が目立つ。ムスタウフィーは、カズヴィーン、アブハル、ザンジャーン、ターロマイン (Ṭāromayn) のワズィールになった。著書の『勝利の書』には、自分が開発したカズヴィーンの会計手続きがラシードゥッディーンに認められたことを誇りにしていた旨が認められる。
また、ムスタウフィーは、ラシードゥッディーンが催した勉強会に参加したことをきっかけとして歴史への興味を抱いた。そして、フィルダウスィーの『王書』の続編として、預言者の時代から現在までの年代記を韻文の形で書にしようと心に決めた。これが『勝利の書』で、近年イランでムスタウフィーの自筆原稿と思われる写本の影印・校訂本が出版された。